# バリア機能
バリア機能（バリアきのう）とは、皮膚表面部を覆っている油分を指すことが多い。これにより油膜を形成し皮膚に潤いを与えると共に、外部からの刺激物の進入を防ぐ役割を果たす。
アトピー性皮膚炎の場合、油分分泌不足による乾燥肌のため極端にこの油膜が薄く、外部からの刺激物の進入を許してしまうことで皮膚の炎症を深刻化させてしまう。